# Апарино (Бежаницкий район)
Апарино — деревня на юго-востоке Бежаницкого района Псковской области. Входит в состав сельского поселения Бежаницкая волость.
Расположена в 4 км к юго-востоку от райцентра Бежаницы, недалеко от юго-западного побережья озера Дубец.
Численность населения деревни составляет 10 жителей (2000 год).